# Лес Пол
Лестер Вилијам Полсфус (енгл. Lester William Polsfuss *9. јун 1915. - †12. август 2009), познатији као Лес Пол, био је амерички џез, кантри и блуз гитариста, текстописац, произвођач гитара и проналазач. Поред Лео Фендера и гитариста Лес Пол често се наводи као најутицајнији дизајнер у развоју електричних инструмената 20. века. Он је био један од пионира чврстог тела гитаре, што је створило звук рокенрола. Пол је сам себе научио да свира гитару, а иако је познат по рок музици, каријеру је започео као кантри музичар. Он је заслужан за многе иновације у снимању музике. Иако није био први који је користио технику, његови рани експерименти са овердубингом (такође познат као "звук на звук"), ефекти одлагања, као што су одлагање на траци, постепени прелази и мултитрак снимања биле су ствари које су привукле велику пажњу.
Његове иновативне таленте проширио је у свом стилу свирањa, укључујући лизе, трилере, секвенце акорда, технике трење ("fretting") и шталовање, што га издваја од својих савременика и инспирисала је многе гитаристе данас. Снимао је са супругом, Мери Форд током 1950-их, а продали су милионе албума.
Међу његовим бројним почастима, Лес Пол је један од неколицине уметника са сталном, самосталном изложбом у Рокенрол кући славних. Он је на сајту музеја наведен као "архитект" и "кључни члан" заједно са Семом Филипсом и Аленом Фридом. Лес Пол је једина особа која је уврштена и у Рокенрол кућу славних и Кућу славних националних проналазача.
По њему носи име и један од најпопуларнијих модела гитаре фирме Гибсон - Гибсон Лес Пол (енгл. Gibson Les Paul).